# Contea di Hequ
La contea di Hequ (河曲县S, Héqǔ XiànP) è una contea della Cina, situata nella provincia dello Shanxi e amministrata dalla prefettura di Xinzhou.